# My Savior
My Savior è l'ottavo album in studio della cantante statunitense Carrie Underwood, pubblicato il 26 marzo 2021. L'album è stato premiato come miglior album gospel roots ai Grammy Award.

## Descrizione
Dopo la pubblicazione del suo primo album di musica natalizia, My Gift, nel settembre 2020, nel corso della pandemia di COVID-19 negli Stati Uniti, Underwood decise di registrare un album di cover gospel, divenendo il primo album dell'artista a interfacciarsi con il genere musicale. Espandendo ulteriormente il suo ragionamento dietro la produzione di un album cristiano, Underwood ha detto:
(Caeeiw Undervood)
Nell'album sono presenti i Bear Rinehart dei Needtobreathe e CeCe Winans.

## Accoglienza
Hilary Hughes di Entertainment Weekly ha elogiato la produzione, scrivendo: «Con un'estetica spartana che si basa su arrangiamenti acustici e la forza della voce di Underwood, l'esperienza di ascolto è molto più vicina a quello che si potrebbe trovare in una funzione religiosa, rispetto al suono massiccio dei suoi album precedenti». Saving Country Music ha valutato l'album 8 su 10, scrivendo che «Questo non è un disco country. Questo è un disco cristiano. Tuttavia, insieme a consegnare il suo primo volume di materiale esclusivamente religioso, Carrie Underwood potrebbe anche aver consegnato uno dei suoi dischi più country finora».
Spectrum Culture ha dato una recensione più mista e ha valutato l'album positivamente, dichiarando: «Queste registrazioni hanno un pubblico particolare in mente, e probabilmente si adattano perfettamente a quel gruppo. Se Underwood gioca troppo sul sicuro in questo disco, almeno riesce a produrre un'offerta accettabile. Gli ascoltatori (con orecchie per sentire) potranno almeno apprezzare una notevole vocalist che segue la sua particolare vocazione».

## Riconoscimenti
Grammy Award
- 2022 - Miglior album Roots Gospel[9]

Billboard Music Awards
- 2022 - Candidatura al miglior album Christian[10]

GMA Dove Award
- 2021 - Candidatura all'album country dell'anno[11]

## Tracce
1. Jesus Loves Me (instrumental) – 1:06 (Anna Bartlett Warner, William Batchelder Bradbury)
2. Nothing but the Blood of Jesus – 3:30 (Robert Lowry)
3. Blessed Assurance – 3:57 (Fanny Crosby, Phoebe Knapp)
4. Just as I Am – 3:16 (Charlotte Elliott, Bradbury)
5. Victory in Jesus – 4:15 (Eugene Monroe Bartlett)
6. Great Is Thy Faithfulness (featuring CeCe Winans) – 4:21 (Thomas Chisholm, William M. Runyan)
7. O How I Love Jesus – 3:26 (Frederick Whitfield)
8. How Great Thou Art – 5:20 (Carl Boberg, Stuart K. Hine)
9. Because He Lives – 4:47 (Bill Gaither, Gloria Gaither)
10. The Old Rugged Cross – 3:30 (George Bennard)
11. I Surrender All – 3:54 (Judson W. Van DeVenter, Winfield S. Weeden)
12. Softly and Tenderly – 5:29 (Will Lamartine Thompson)
13. Amazing Grace – 2:56 (John Newton)

## Formazione
- Carrie Underwood – voce (2–11), cori (2, 3, 5, 7, 9–11, 13), arrangiamento (2–7, 11)
- David Garcia – arrangiamento (2–7, 11), piano (2, 8, 11), cori (4), tastiera (7, 8), percussioni (11)
- Charlie Worsham – chitarra acustica (2, 9), mandolino (2)
- Fred Eltringham – batteria (2, 5, 8–11), percussioni (2, 8, 9, 11)
- Derek Wells – chitarra elettrica (2, 5, 8–11)
- Tom Bukovac – chitarra elettrica (2, 8)
- Buddy Greene – armonica (1, 3, 13)
- Charlie Judge – tastiera (2, 5, 8–11)
- Jimmie Lee Sloas – basso acustico (2, 5), basso (8–11)
- Bryan Sutton – chitarra acustica (3, 4, 7, 11, 13), mandolino (7)
- Mac McAnally – chitarra acustica (4, 7), bouzouki (7)
- Dave Cohen – tastiera (4, 7), piano (8)
- Ilya Toshinsky – chitarra acustica (5, 8–11)
- Russ Pahl – pedal steel (5, 8–11)
- Bear Rinehart – cori (2)
- Sari Reist – violoncello (6, 12)
- Gordon Mote – piano (6, 12)
- Kris Wilkinson – arrangiamento archi, viola (6, 12)
- Betsy Lamb – viola (6, 12)
- David Angell – violino (6, 12)
- Alicia Enstrom – violino (6, 12)
- Jun Iwasaki – violino (6, 12)
- David Davidson – violino (6, 12)
- CeCe Winans – voce (6)
- Mateus Asato – chitarra elettrica (9, 11)
- Brett James – cori (10)
- Ivey Childers – cori (13)

## Successo commerciale
L'album ha debuttato alla posizione numero 4 della Billboard 200, vendendo 73.000 unità, di cui 68.000 erano album fisici, con oltre 5 milioni di streaming, e ha segnato il nono album consecutivo della Underwood in cima alla classifica Top Country Albums. Underwood è diventata la prima artista nella storia di Billboard ad avere nove album consecutivi al debutto in cima alla classifica Country Albums. A partire da gennaio 2022, l'album ha venduto oltre 293.000 unità negli Stati Uniti.

## Classifiche
| Classifica (2021)             | Posizione massima |
| ----------------------------- | ----------------- |
| Australia                     | 54                |
| Canada                        | 15                |
| Regno Unito (Christin/Gospel) | 3                 |
| Regno Unito (Country)         | 1                 |
| Stati Uniti                   | 4                 |
| Stati Uniti (Country)         | 1                 |
| Stati Uniti (Christian)       | 1                 |